# Martići
Martići este un sat din comuna Bar, Muntenegru. Conform datelor de la recensământul din 2003, localitatea are 357 de locuitori (la recensământul din 1991 erau 705 locuitori).

## Demografie
În satul Martići locuiesc 282 de persoane adulte, iar vârsta medie a populației este de 41,6 de ani (39,5 la bărbați și 43,6 la femei). În localitate sunt 100 de gospodării, iar numărul mediu de membri în gospodărie este de 3,57.
|  |

| Demografie | Demografie | Demografie |
| An         | Locuitori  | Locuitori  |
| ---------- | ---------- | ---------- |
|            |            |            |
|            |            |            |
|            |            |            |
|            |            |            |
| 1948       | 521        |            |
| 1953       | 530        |            |
| 1961       | 564        |            |
| 1971       | 641        |            |
| 1981       | 682        |            |
| 1991       | 705        | 484        |
| 2003       | 575        | 357        |

| \| Componența etnică conform recensământului din 2003[2] \| Componența etnică conform recensământului din 2003[2] \| Componența etnică conform recensământului din 2003[2] \| Componența etnică conform recensământului din 2003[2] \| Componența etnică conform recensământului din 2003[2] \| \| ----------------------------------------------------- \| ----------------------------------------------------- \| ----------------------------------------------------- \| ----------------------------------------------------- \| ----------------------------------------------------- \| \| \| \| \| \| \| \| Albanezi \| Albanezi \| \| 354 \| 99,15% \| \| necunoscută \| necunoscută \| \| 2 \| 0,56% \| |             |  |     |        |
| Componența etnică conform recensământului din 2003 |             |  |     |        |
| |             |  |     |        |
| Albanezi | Albanezi    |  | 354 | 99,15% |
| necunoscută | necunoscută |  | 2   | 0,56%  |